# 홍도

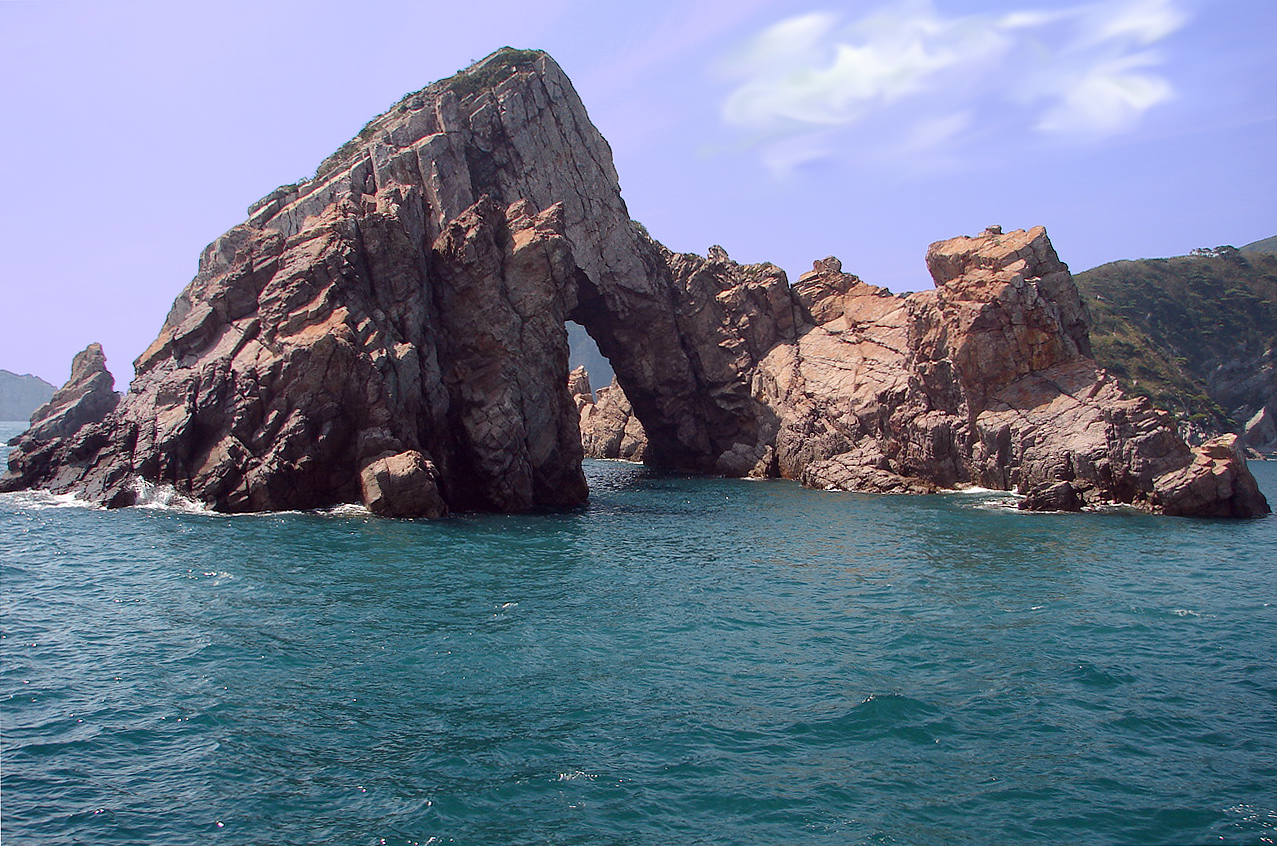
코끼리 바위

홍도(紅島)는 전라남도 신안군에 있는 섬으로, 섬 전체가 천연기념물 제170호로 지정되어 있다(1965년 4월 7일 지정).
면적은 6.47km2, 해안선 길이는 8km, 남북 길이는 6.7km, 동서 길이는 2.4km, 인구는 2001년 현재 710여 명이 거주하고 있다. 
목포시에서 남서쪽으로 115km 떨어진 곳에 위치하고 있으며, 본섬하고 13개의 부속 섬으로 이루어져 있다. 
섬을 형성하는 기반암의 성분이 붉은색의 규암하고 규암질사암으로 이루어져 있고 층리와 절리(암석에 수평 또는 수직으로 있는 틈)가 잘 발달되어 있어 절경을 이룬다. 
1981년에는 섬의 일부가 다도해 해상 국립공원으로 편입되었다.

## 홍도 등대
홍도 등대는 일제강점기인 1931년 2월, 대륙 진출을 꿈꾸던 일본이 침략 전쟁에 참여하는 함대의 안전한 항해를 위해 만들었다. 
홍도 등대의 불빛은 20초에 3번 반짝이며 50km의 먼 곳에 있는 선박에까지 불빛을 전달한다. 
목포에서 약 116km, 흑산도에서 20km 떨어진 곳에 위치하여 목포항과 서해안의 남북항로를 이용하는 선박의 뱃길을 안내하며, 등탑의 높이는 10m로 그리 높지 않다. 
원형으로 만들어진 다른 등대와 달리 사각형 콘크리트 구조로 내부에는 상부로 올라가는 주물 계단이 원형 그대로 잘 보존되어 있어 역사적 가치를 인정받고 있다.

## 참고 자료
- 이 문서에는 다음커뮤니케이션(현 카카오)에서 GFDL 또는 CC-SA 라이선스로 배포한 글로벌 세계대백과사전의 내용을 기초로 작성된 글이 포함되어 있습니다.